# Go! Mokulele

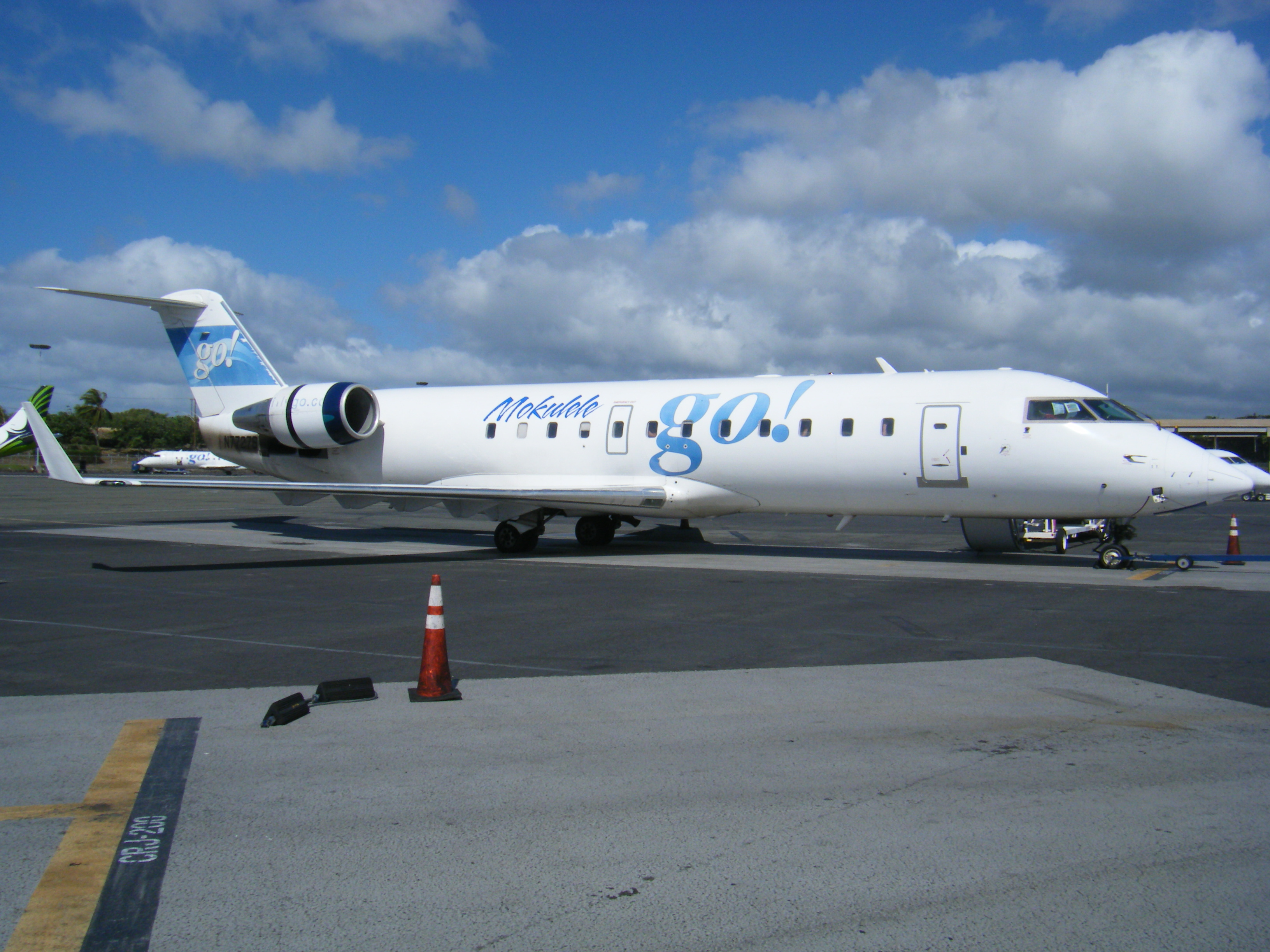
CRJ-200 авіакомпанії Mesa Airlines під брендом go! Mokulele в міжнародному аеропорту Гонолулу

go! Mokulele — спільна торговельна марка (бренд) двох регіональних авіакомпаній США Mesa Airlines і Mokule Flight Services, під якою здійснюються регулярні пасажирські перевезення між основними аеропортами Гавайських островів. Була сформована в жовтні 2009 року шляхом об'єднання в зонтичну компанію двох гостро конкуруючих на ринку комерційних перевезень Гаваїв дочірніх підрозділів go! і Mokulele Airlines авіакомпаній Mesa і Mokulele відповідно.
Авіахолдингу Mesa Air Group належить 75% власності зонтичної компанії, власникам Transpac і Mokulele — інші 25%. Штаб-квартира компанії знаходиться в Гонолулу, головними транзитними вузлами (хабами) є міжнародний аеропорт Гонолулу і міжнародний аеропорт Кона.
В кінці 2011 року Mesa Air Group провела реструктуризацію власних активів, після чого керівництво холдингу заявило про припинення використання бренду go! Mokulele, однак за станом на кінець червня 2012 року компанія продовжує операційну діяльність у повному обсязі.
go! Mokulele не має власного сертифіката експлуатанта, всі рейси виконуються під сертифікатами і позивними Mesa Airlines і Mokulele Airlines.

## Маршрутна мережа
Всі пункти призначення регулярних пасажирських перевезень компанії go! Mokulele знаходяться на Гавайських островах (США):
| Острів  | Місто       | Аеропорт                      | Оператор Mesa Airlines | Оператор Mokulele Airlines | Приміт. |
| Гаваї   | Хіло        | міжнародний аеропорт Хіло     | Так                    | Ні                         |         |
| Гаваї   | Кайлуа-Кона | міжнародний аеропорт Кона     | Так                    | Так                        |         |
| Кауаї   | Ліхуе       | аеропорт Ліхуе                | Так                    | Ні                         |         |
| Ланаї   | Ланаї       | аеропорт Ланаї                | Ні                     | Так                        | [ 4 ]   |
| Мауї    | Кахулуї     | аеропорт Кахулуи              | Так                    | Так                        |         |
| Молокаї | Холехуа     | аеропорт Молокаї              | Ні                     | Так                        |         |
| Оаху    | Гонолулу    | міжнародний аеропорт Гонолулу | Так                    | Так                        |         |